# Rhacaplacarus aokii
Rhacaplacarus aokii är en kvalsterart som först beskrevs av Sandór Mahunka 1983.  Rhacaplacarus aokii ingår i släktet Rhacaplacarus och familjen Phthiracaridae. Inga underarter finns listade i Catalogue of Life.